# James M. Kelly
Pour les articles homonymes, voir Kelly et James Kelly.
James McNeal "Vegas" Kelly est un astronaute américain né le 14 mai 1964.

## Vols réalisés
- STS-102 Discovery (lancement le 8 mars 2001) : 8e visite de la navette spatiale américaine à la station spatiale internationale, qui y amena l'Expédition 2.
- STS-114 Discovery (lancement le 26 juillet 2005) : mission de "Retour en vol" après la catastrophe de la navette Columbia. L'amarrage de la navette à la station ISS permit à Kelly d'effectuer 3 sorties extra-véhiculaires pour tester les procédures de réparation du bouclier thermique de la navette.

## Homonymie
Il faut bien faire attention à ne pas confondre James Kelly avec les astronautes frères jumeaux Marc et Scott Kelly, qui sont eux également pilotes et commandants de navette. Si Mark Kelly et Scott Kelly sont frères, James Kelly n'a rien à voir, il s'agit bien d'une autre famille.